# پویانا (پوژارواتس)
پویانا (به صربی: Poljana) یک منطقهٔ مسکونی در صربستان است که در ناحیه برانیچوو واقع شده‌است.